# روبرتو فونسيكا (ملحن)
روبرتو فونسيكا هو عازف جاز وملحن وعازف بيانو كوبي، ولد في 29 مارس 1975 في هافانا في كوبا.

## وصلات خارجية
- الموقع الرسمي
- روبرتو فونسيكا على موقع ميوزك برينز (الإنجليزية)
- روبرتو فونسيكا على موقع أول ميوزيك (الإنجليزية)
- روبرتو فونسيكا على موقع ديسكوغز (الإنجليزية)